# ペルガモン博物館

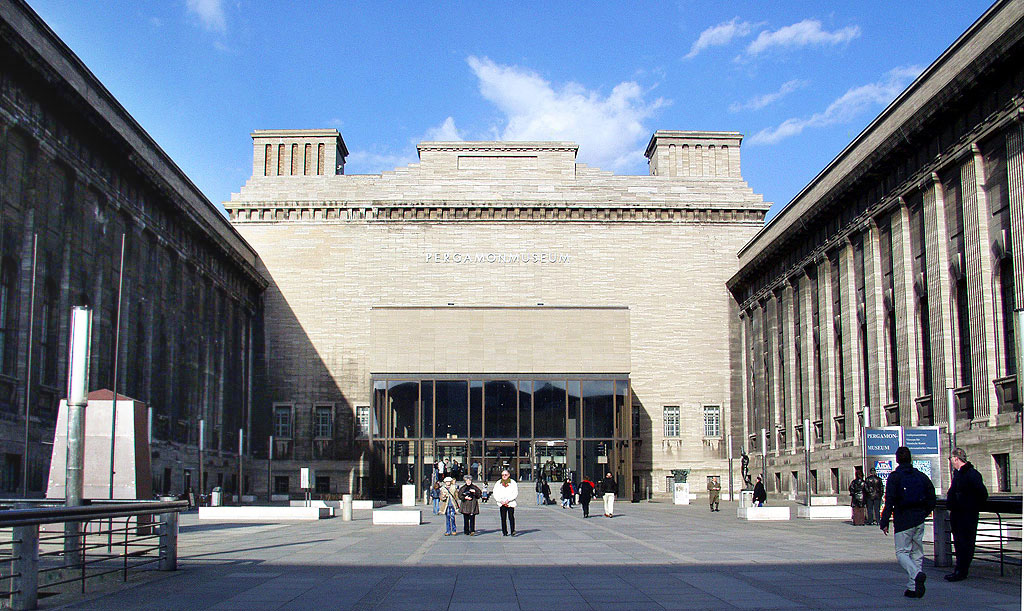
ペルガモン博物館の正面入口

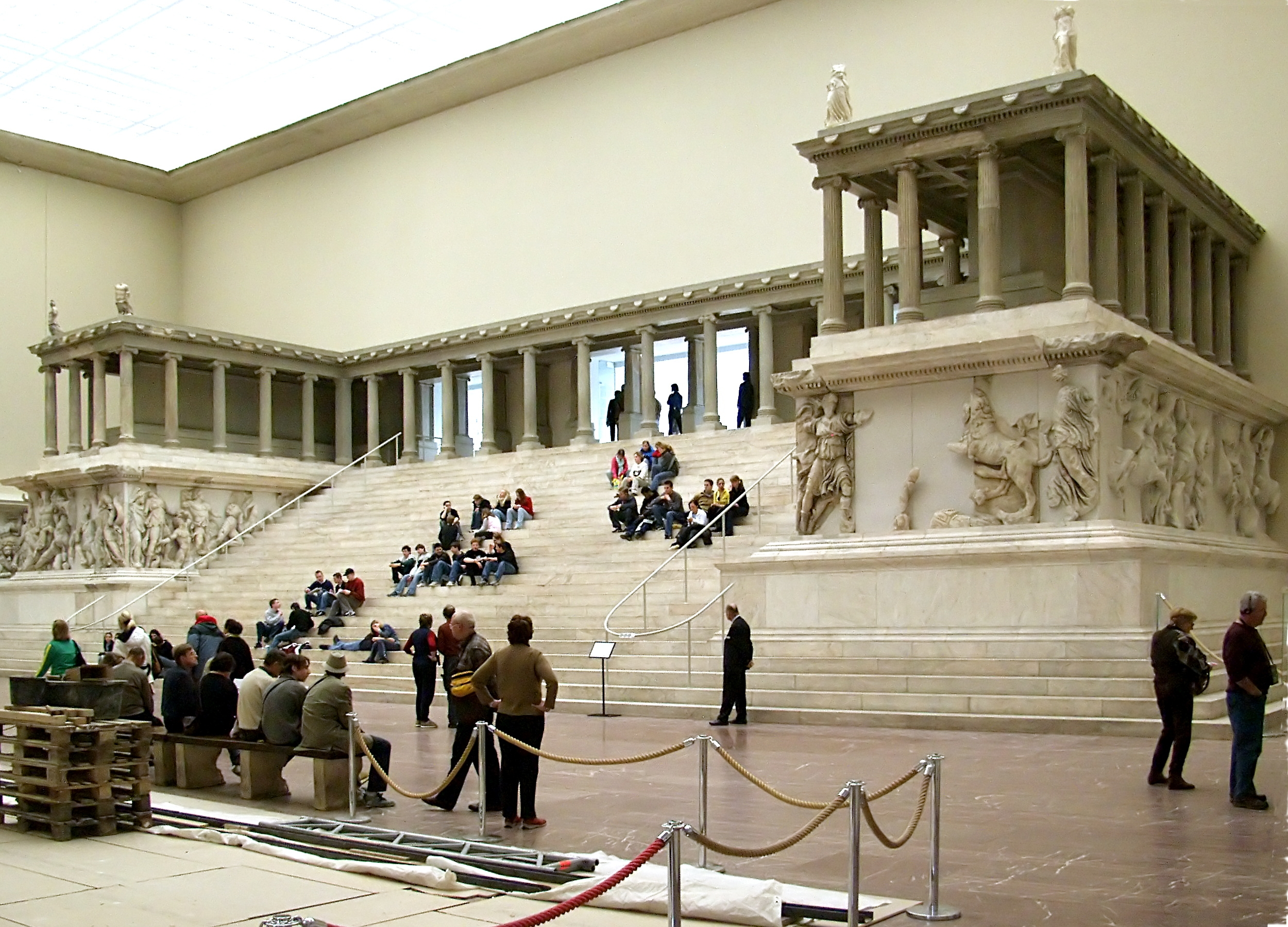
ペルガモンの大祭壇

ペルガモン博物館 (Pergamonmuseum) は、ドイツのベルリンにある博物館の1つである。博物館島にあり、館名の由来にもなっている「ペルガモンの大祭壇」を始めとするギリシャ、ローマ、中近東のヘレニズム美術品、イスラム美術品などを展示する。
博物館島は、ベルリン市内を流れるシュプレー川の中洲であり、かつての東ベルリンに位置する。中洲の北半分にペルガモン博物館のほか、ボーデ博物館 (Bodemuseum)、旧国立美術館 (Alte Nationalgalerie)、旧博物館 (Alte Museum)、新博物館 (Neue Museum) の計5館の国立博物館が集中している。この地は19世紀半ば、プロイセン王フリードリヒ・ヴィルヘルム3世によって「芸術と科学のための地域」に定められたものである。
ペルガモン博物館の建設計画は、20世紀初頭の1907年頃から計画されていた。「博物館島」には、1904年、カイザー・ヴィルヘルム博物館（ボーデ博物館の前身）が既に開館していたが、「ペルガモンの大祭壇」を始めとする巨大な展示品を収納するため、新しい博物館の建設が計画された。建築設計は当初アルフレート・メッセルが担当したが、1909年のメッセルの没後はルートヴィヒ・ホフマンが引き継いだ。建築工事は1910年に始まり、第一次世界大戦を挟んで1930年にようやく完成した。
その後、第二次世界大戦の度重なるベルリン空襲でペルガモン博物館を始めとする博物館群は甚大な被害を受けた上、ベルリン動物園近くのツォー高射砲塔に疎開されていたペルガモンの大祭壇はソ連赤軍が戦利品としてレニングラードに運び去った。美術品が東ドイツに返還され、博物館が再開するのはようやく1959年のことであった。
ギリシャ神殿のような外観をもった本館は「コ」の字形の平面をもち、内部は古代（ギリシャ・ローマ）博物館、中近東博物館、イスラム博物館に分かれている。
東西ベルリンの統一に伴い、ベルリン市内の博物館・美術館の収蔵品は大規模な移動・再編が行われている。1998年にはティーアガルテン公園近くの文化センターに「絵画館」 (Gemäldegalerie) が開館、それまでボーデ博物館とダーレム美術館にあった18世紀までの絵画がここに集められた。博物館島も2004年現在、大規模なリニューアル工事中で、一部の博物館は長期休館しており、完成は2010年の予定である。

## 主な収蔵品

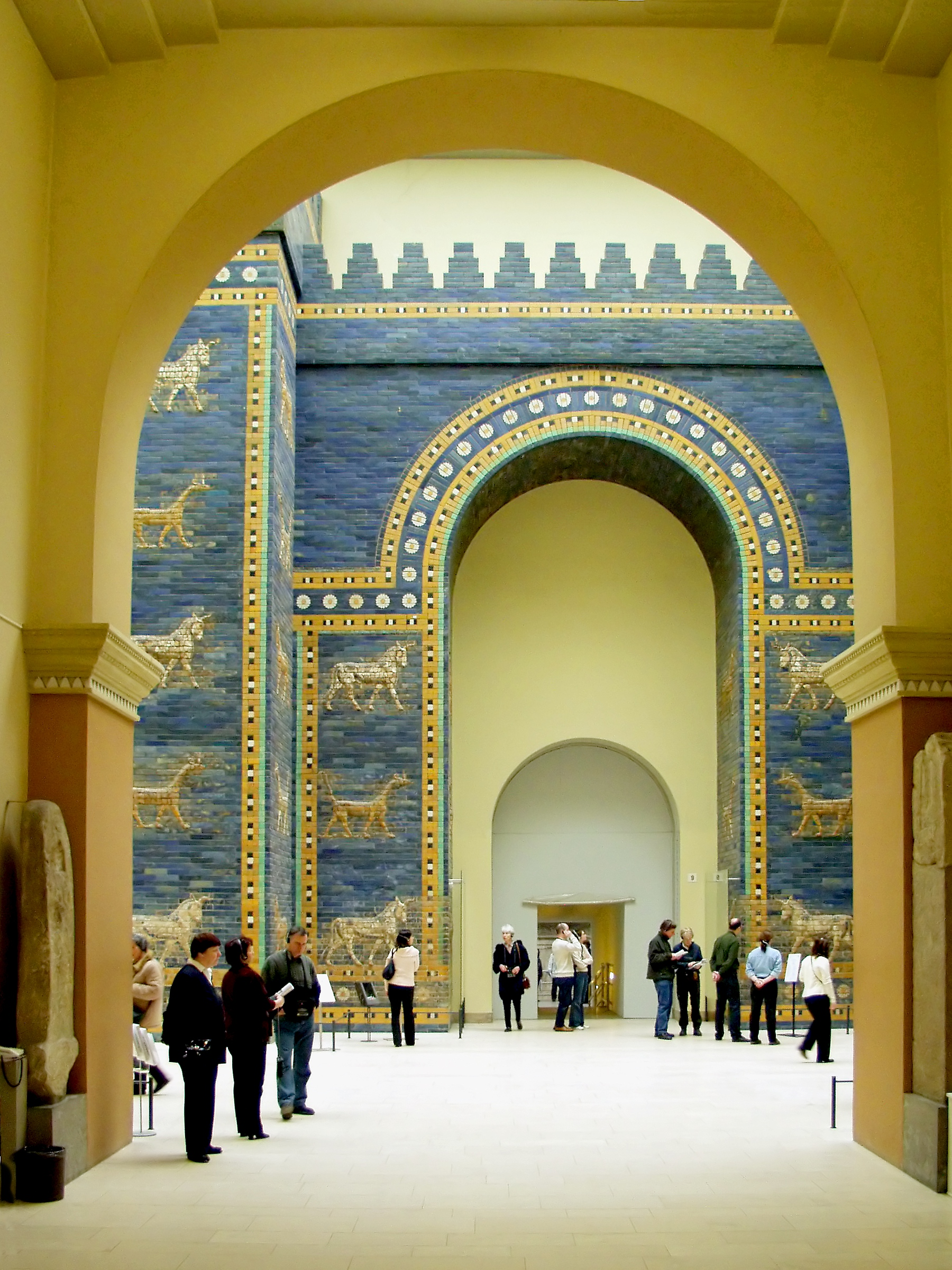
イシュタール門

ヘレニズム期の「ゼウスの大祭壇」、エーゲ海の古代都市ミレトゥスにあった「ミレトゥスの市場門」、バビロニアの「イシュタール門」などが代表的収蔵品である。
- ペルガモンの「ゼウスの大祭壇」（紀元前180年－160年頃）-紀元前2世紀、小アジアのペルガモン（現・トルコのベルガマ）で建造された大祭壇が博物館内に再構築されている。全長100メートル以上に及ぶ浮き彫りはギリシャ神話の神々と巨人族との戦い（ギガントマキア）を表したもので、ヘレニズム期の彫刻の代表的なものである。1864年、カール・フーマンらが発見し、ドイツに持ち帰ったものである。

- バビロニアの「イシュタール門」（紀元前560年頃）バビロニアの古都バビロンの中央北入口の門を飾っていた装飾が博物館内に再構築されている。青い地の彩釉煉瓦でおおわれた壁面には牡牛やシリシュ（獣の体に鳥のような足、蛇のような首をもった、創造上の動物）を表している。

- ムシャッタ宮殿の入り口部分

## 文献
- コンスタンチン・アキンシャ/グリゴリイ・コズロフ『消えた略奪美術品』木原武一訳、新潮社、1997年、ISBN 4-10-535201-6